# František Dražan
František Dražan (19. prosince 1912, Michle – 30. června 1986 Praha) byl český strojní inženýr, profesor a děkan Fakulty strojní ČVUT Českého vysokého učení technického v Praze.

## Život
Dražan se narodil v Michli v rodině železničního zřízence. Roku 1930 maturoval na české reálce v Praze 12 a poté nastoupil na strojní odbor Vysoké školy strojního a elektrotechnického inženýrství ČVUT. Studium dokončil roku 1936 složením II. státní zkoušky. Poté nastoupil jako konstruktér do Škodových závodů. V letech 1938 – 1939 pracoval v podniku Ferrovia v Radotíně a poté se opět vrátil do Škodových závodů, kde zůstal do konce roku 1952. V následujících letech působil na Ministerstvu těžkého strojírenství jako hlavní inženýr. V roce 1958 byl jmenován profesorem pro obor strojů pro práce zemní a stavební. Od roku 1960 vyučoval na Fakultě strojní ČVUT. Od roku 1961 se stal vedoucím katedry transportních zařízení, v letech 1962 – 1964 byl děkanem fakulty. Byl také proděkanem pro vědecko-výzkumnou činnost a prorektorem pro vědecko-výzkumnou činnost. Je autorem několika publikací.